# Ben Blushi
Ben Blushi (ur. 1 stycznia 1969 w Tiranie) – albański pisarz i polityk, syn reżysera Kiço Blushiego.

## Życiorys
Ukończył studia z zakresu języka i literatury albańskiej na Uniwersytecie Tirańskim. W latach 1991–1997 pracował w dzienniku Koha Jonë, awansując z czasem na stanowisko redaktora naczelnego. W 1999 rozpoczął karierę polityczną w gabinecie, kierowanym przez Fatosa Nano. Przez kilka miesięcy sprawował urząd wiceministra spraw zagranicznych, by w 2000 objąć stanowisko prefekta okręgu Korcza. W latach 2001–2002 sprawował urząd ministra edukacji i szkolnictwa wyższego. Od kilku kadencji jest deputowanym Socjalistycznej Partii Albanii. Zasiada w komisji parlamentarnej d.s. bezpieczeństwa narodowego. W latach 2017–2021 pełnił funkcję dyrektora generalnego telewizji Top Channel.
W kwietniu 2008 wydał swoją pierwszą powieść „Żyjąc na wyspie” (alb. Të jetosh në ishull), która stała się jednym z bestsellerów albańskiego rynku wydawniczego. W ciągu kilku miesięcy sprzedano 30 tys. egzemplarzy książki, co jest swoistym rekordem w Albanii. Powieść Blushiego jest panoramą dziejów Albanii pod rządami osmańskimi (XV-XVIII w.).

## Twórczość

### Powieści
- 2008: Të jetosh në ishull (Żyjąc na wyspie)
- 2009: Otello, Arapi i Vlorës (Otello, Arapi Wlory)
- 2011: Shqipëria (Albania)
- 2015: Kandidati (Kandydat)
- 2016: KM: Kryeministri (KM: Premier)
- 2023: 41 sekrete (41 tajemnic)
- 2023: Komploti
- 2024: Parajsa artificiale

### Eseje
- 2014: Hëna e Shqipërisë
- 2016: Letër një socialisti (List pewnego socjalisty)